# 貴家趣味
貴家趣味（きけしゅみ）は、高貴な家柄の人物と交流したり、また能力・実態以上に重用するのを好むこと。また、歴史学的には、没落した貴家の出身者を家臣として迎えて自己の地位を高めようとする狙いもある。